# Tipularia discolor
Tipularia discolor är en orkidéart som först beskrevs av Frederick Traugott Pursh, och fick sitt nu gällande namn av Thomas Nuttall. Tipularia discolor ingår i släktet Tipularia och familjen orkidéer. Inga underarter finns listade i Catalogue of Life.

## Bildgalleri

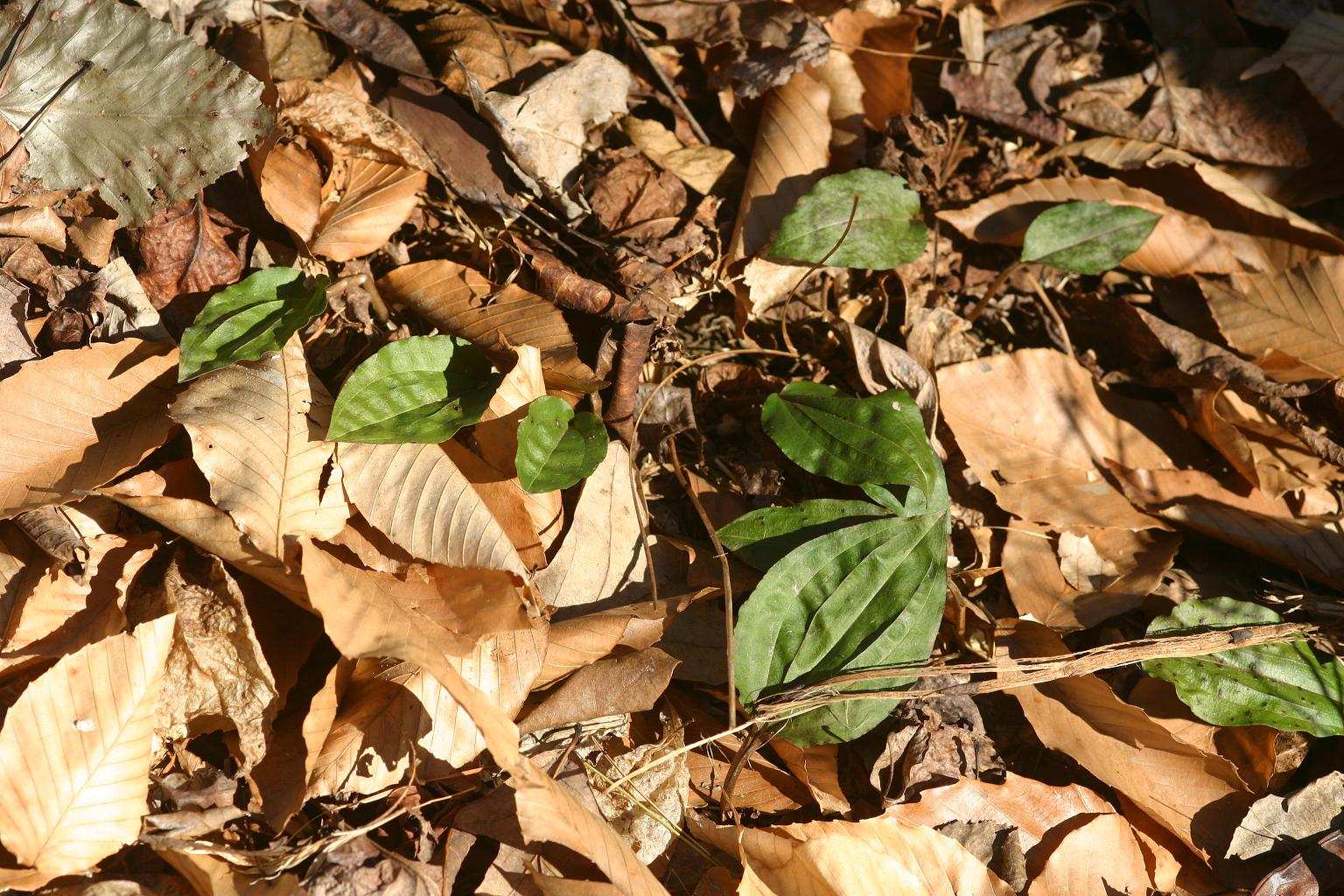
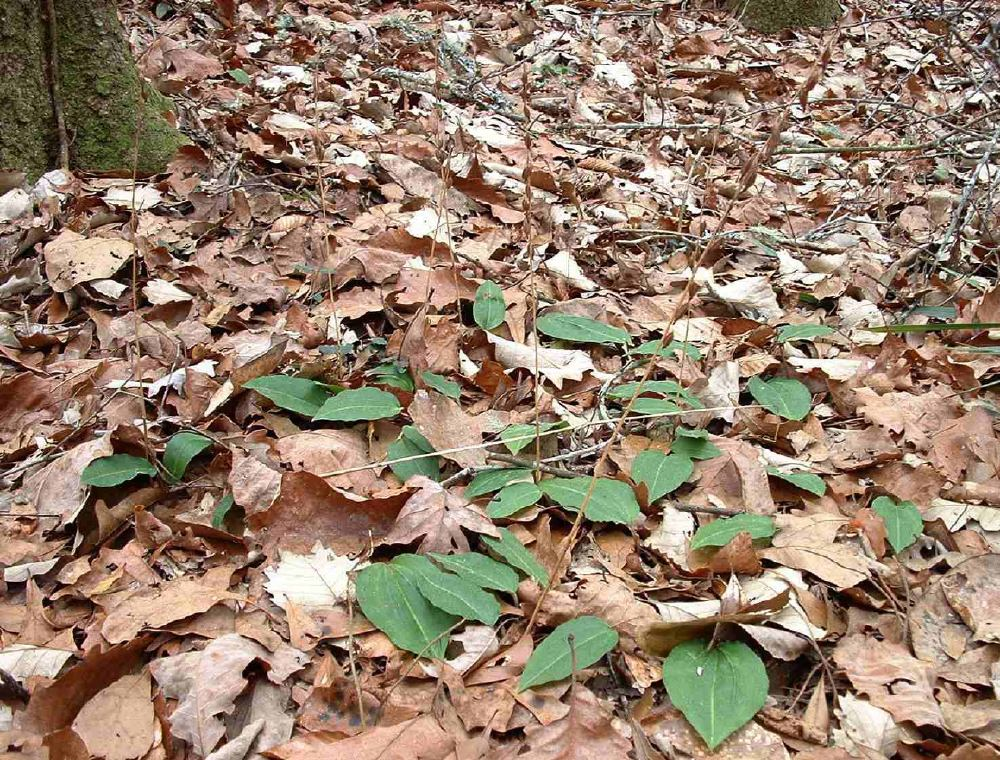
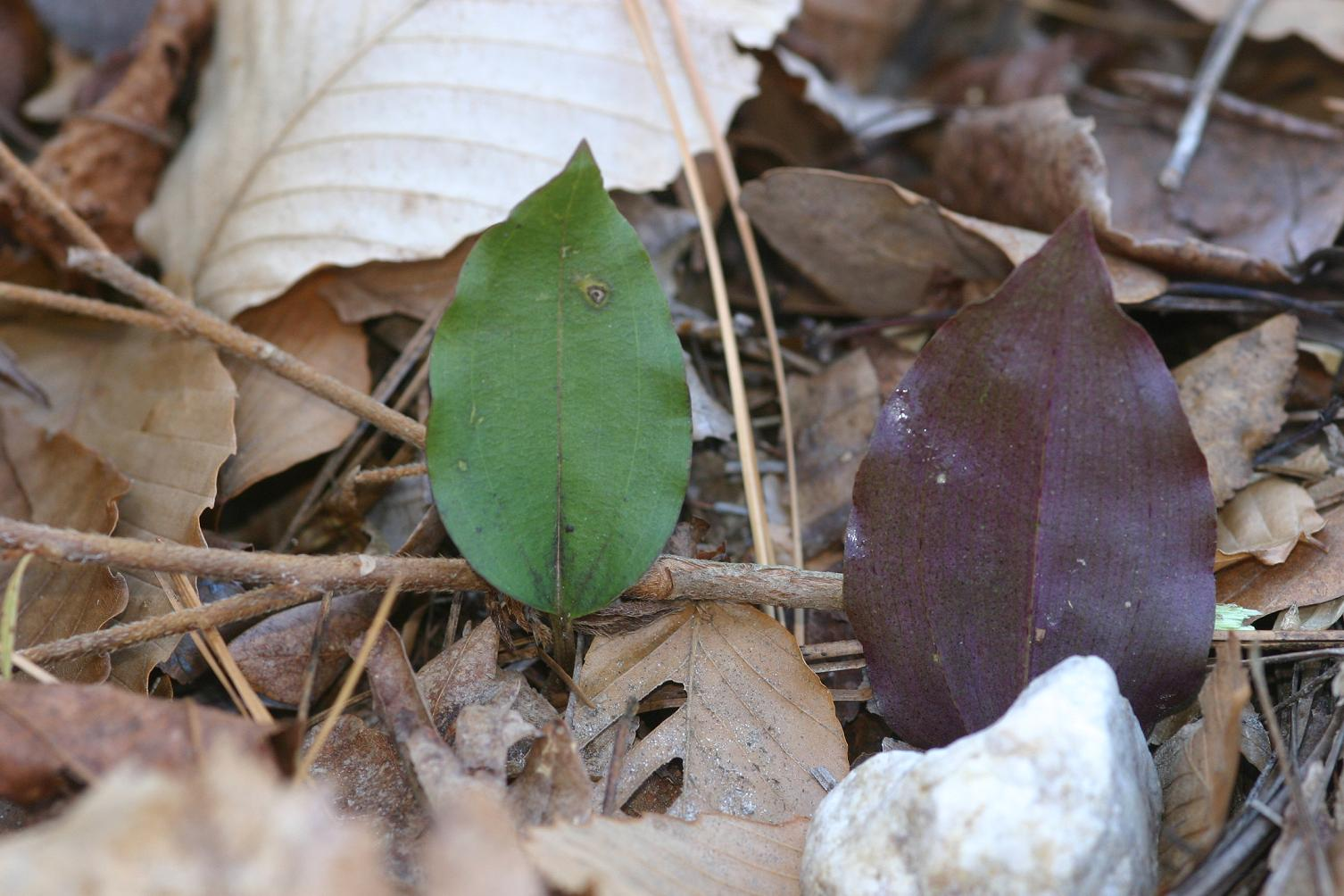
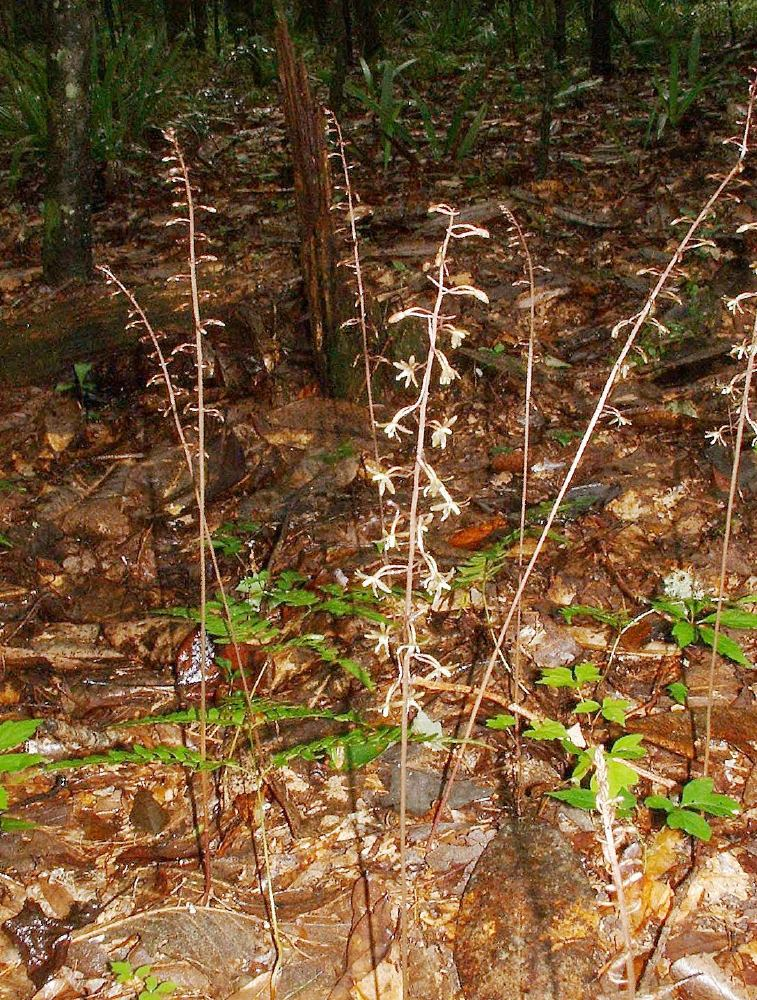
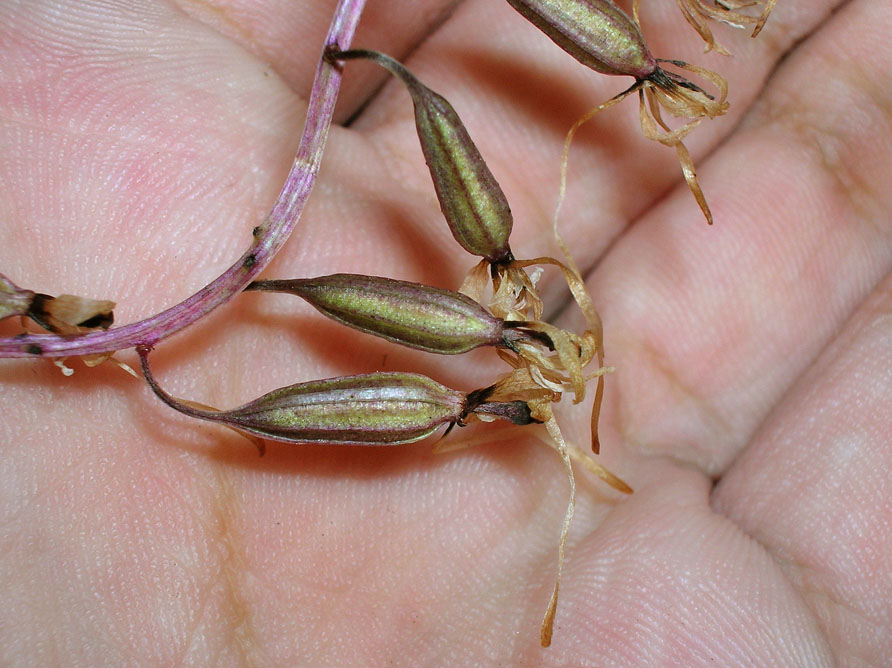
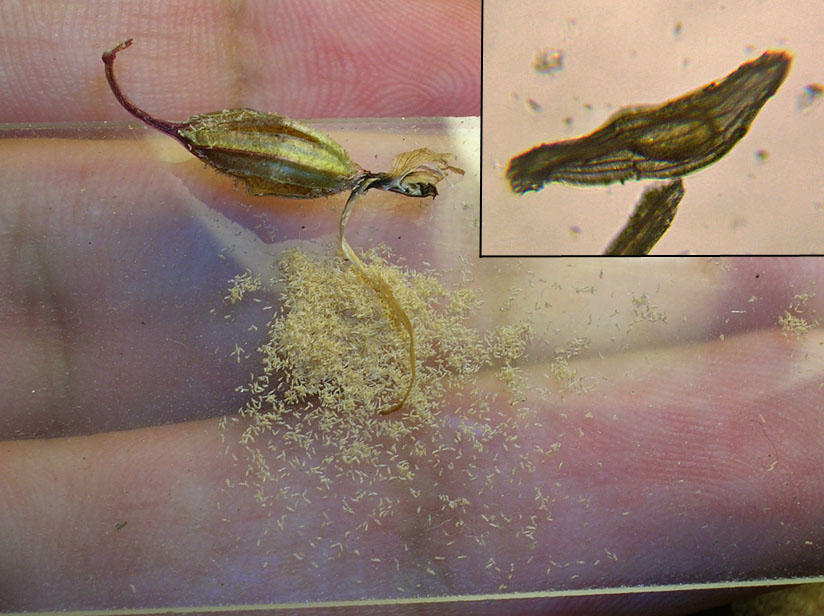